# 알링턴 국립묘지

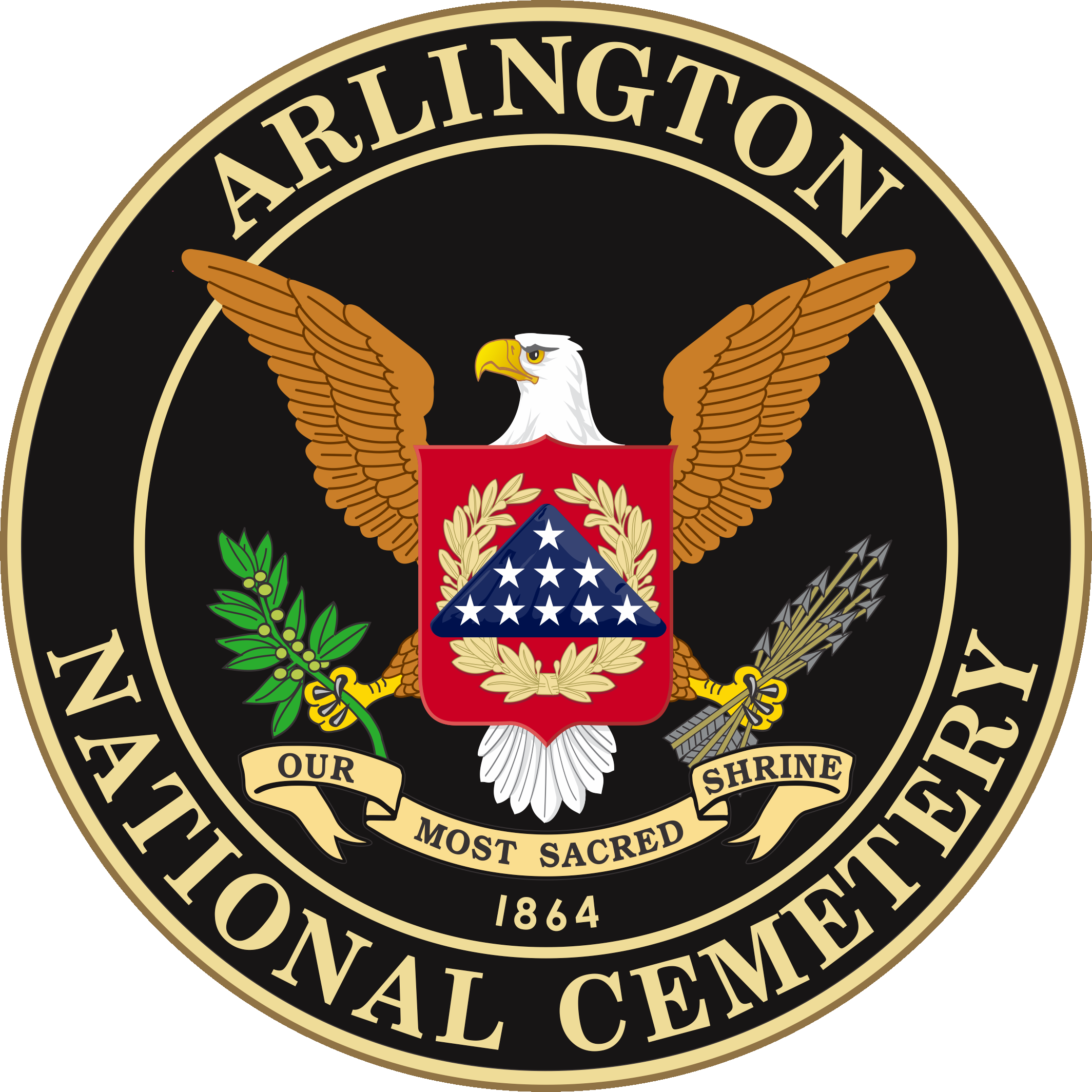

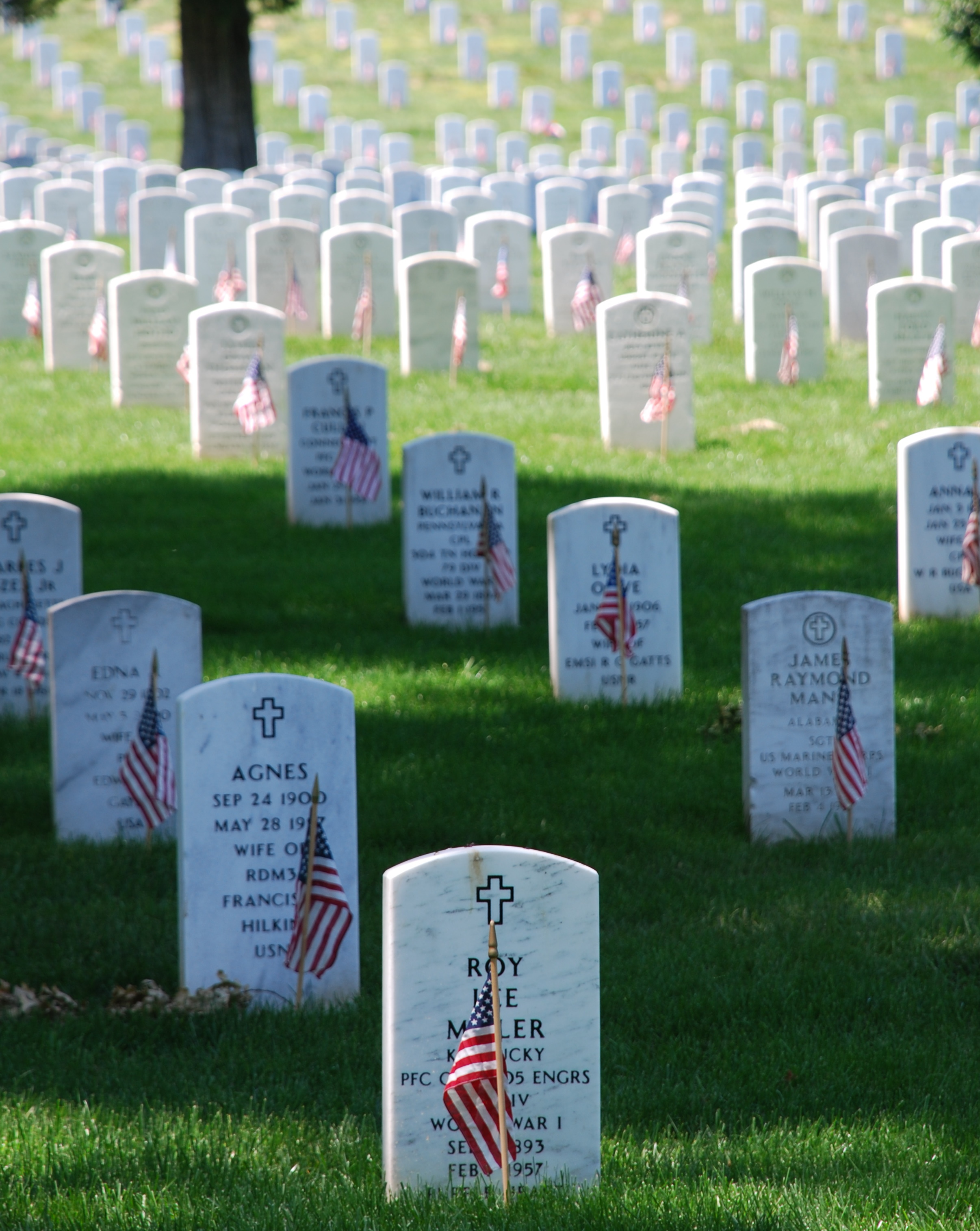
알링턴 국립묘지

알링턴 국립묘지(Arlington National Cemetery)은 워싱턴 D.C.에서 포토맥 강을 건너 바로 버지니아주 알링턴 군에 있는 국립 묘지 및 위령 시설이다. 1864년 남북 전쟁의 전사자 및 전몰 장병들을 위한 시설로 시작했으나, 이후 1차 세계 대전, 2차 세계 대전, 한국 전쟁, 베트남 전쟁 등의 전사자와 테러 희생자 등 미국을 위해 산화한 영령들의 묘지가 되었다.